# Дианополис

Дианополис на карте штата.

Дианополис (порт. Dianópolis) — муниципалитет в Бразилии, входит в штат Токантинс. Составная часть мезорегиона Восточный Токантинс. Входит в экономико-статистический микрорегион Дианополис. Население составляет  19 112 человек на 2010 год. Занимает площадь 3 217,313 км². Плотность населения — 5,94 чел./км².
Праздник города —  26 августа.

## История
Город основан 26 августа 1884 года.

## Демография
Согласно сведениям, собранным в ходе переписи 2010 г. Национальным институтом географии и статистики (IBGE), население муниципалитета составляет:
| Полное население                               | Полное население                               | Полное население                               | Полное население                               | 19 112 |
| ---------------------------------------------- | ---------------------------------------------- | ---------------------------------------------- | ---------------------------------------------- | ------ |
| в том числе:                                   | Городское население                            | 16 444                                         | Процент городского населения, %                | 86,04  |
|                                                | Сельское население                             | 2 668                                          | Процент сельского населения, %                 | 13,96  |
|                                                | Мужское население                              | 9 679                                          | Процент мужского населения, %                  | 50,64  |
|                                                | Женское население                              | 9 433                                          | Процент женского населения, %                  | 49,36  |
| Плотность населения, чел/км²                   | Плотность населения, чел/км²                   | Плотность населения, чел/км²                   | Плотность населения, чел/км²                   | 5,94   |
| Население муниципалитета в % к населению штата | Население муниципалитета в % к населению штата | Население муниципалитета в % к населению штата | Население муниципалитета в % к населению штата | 1,38   |

По данным оценки 2016 года население муниципалитета составляет 21 167 жителей.

## Статистика
- Валовой внутренний продукт на 2003 составляет 46.331.016,00 реалов (данные: Бразильский институт географии и статистики).
- Валовой внутренний продукт на душу населения на 2003 составляет 2.820,76 реалов (данные: Бразильский институт географии и статистики).
- Индекс развития человеческого потенциала на 2000 составляет 0,693 (данные: Программа развития ООН).

## География
Климат местности: субтропический гумидный.

## Важнейшие населенные пункты
| № | Населённый пункт | Населённый пункт (порт.) | Категория | Население чел. (2010) | На карте                        |
| - | ---------------- | ------------------------ | --------- | --------------------- | ------------------------------- |
| 1 | Дианополис       | Dianópolis               | город     | 16 444                | 11°37′21″ ю. ш. 46°49′23″ з. д. |
| 2 | Боа-Сорти        | Boa Sorte                | поселок   | 129                   | 11°53′57″ ю. ш. 46°46′58″ з. д. |
| 3 | Нову-Плану       | Novo Plano               | поселок   | 88                    | 11°45′47″ ю. ш. 46°58′24″ з. д. |